# Ny Carlsberg Glyptotek

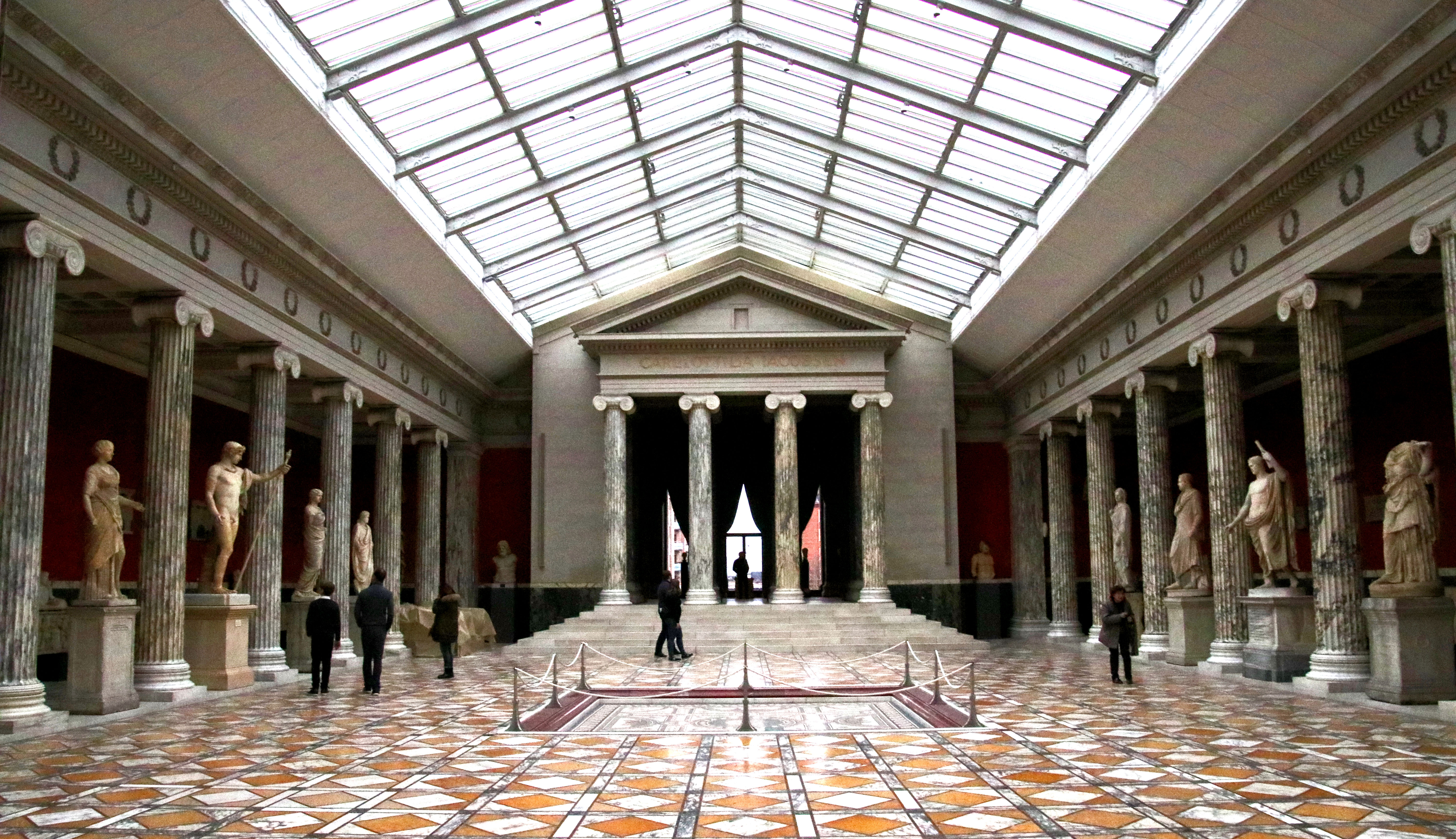

Ny Carlsberg Glyptotek is een Deens museum in Kopenhagen. Het museum is opgericht door de bierbrouwer Carl Jacobsen (1842-1914) en vernoemd naar zijn Carlsberg-brouwerij. 'Glyptotheek' betekent collectie van beeldhouwwerken, die ruim vertegenwoordigd zijn in het museum.

## Geschiedenis
Vanaf 1882 opende Jacobsen zijn collectie voor het publiek, simpelweg door zijn huis Bakkegård in Valby open te stellen. In 1888 was de collectie zo gegroeid dat Jacobsen een deel ervan afstond. De Franse en Deense kunst werd, via de staat en de stad, aan het volk geschonken met de voorwaarde dat er een museum voor gebouwd werd.
De door Jacobsen uitgekozen architect Vilhelm Dahlerup bouwde het museum, dat werd geopend op 1 mei 1897. In januari 1899 schonk het echtpaar Carl en Ottilie Jacobsen ook hun collectie kunst uit de oudheid. Hiervoor werd het museum door de architect Hack Kampmann uitgebreid met een nieuwe vleugel. Dahlerup verbond het oude en nieuwe deel met een overdekte wintertuin (in een soort serre) met een groot koepeldak. Het werd geopend in 1906. Hierna volgden kleine uitbreidingen en renovaties. In 1996 werd het museum voor de laatste keer uitgebreid met een nieuwe vleugel, ontworpen door Henning Larsen om de Franse werken onder de juiste klimaatomstandigheden tentoon te stellen. In de 21ste eeuw onderging het museum een grote renovatie om het honderdjarige bestaan van de glyptotheek in 2006 te vieren.

## Collectie
Het museum is in het bezit van een mix van antieke en hedendaagse kunst, met name impressionistisch werk en Deense kunst. De collectie van de Oudheid is de grootste in Noord-Europa en concentreert zich sterk op beeldhouwwerk. De Etruskische collectie is een van de meest uitgebreide buiten Italië. De kunst van de 19e en 20e eeuw concentreert zich op het impressionisme. De grote namen uit deze periode, onder wie Monet, Manet, Pissarro en Renoir, zijn vertegenwoordigd, evenals de postimpressionisten Van Gogh, Toulouse-Lautrec en Pierre Bonnard. Vermeldenswaard zijn de beeldencollectie van Auguste Rodin en de Degas-collectie die al zijn bronzen beelden omvat, inclusief de series danseressen.

## Galerij

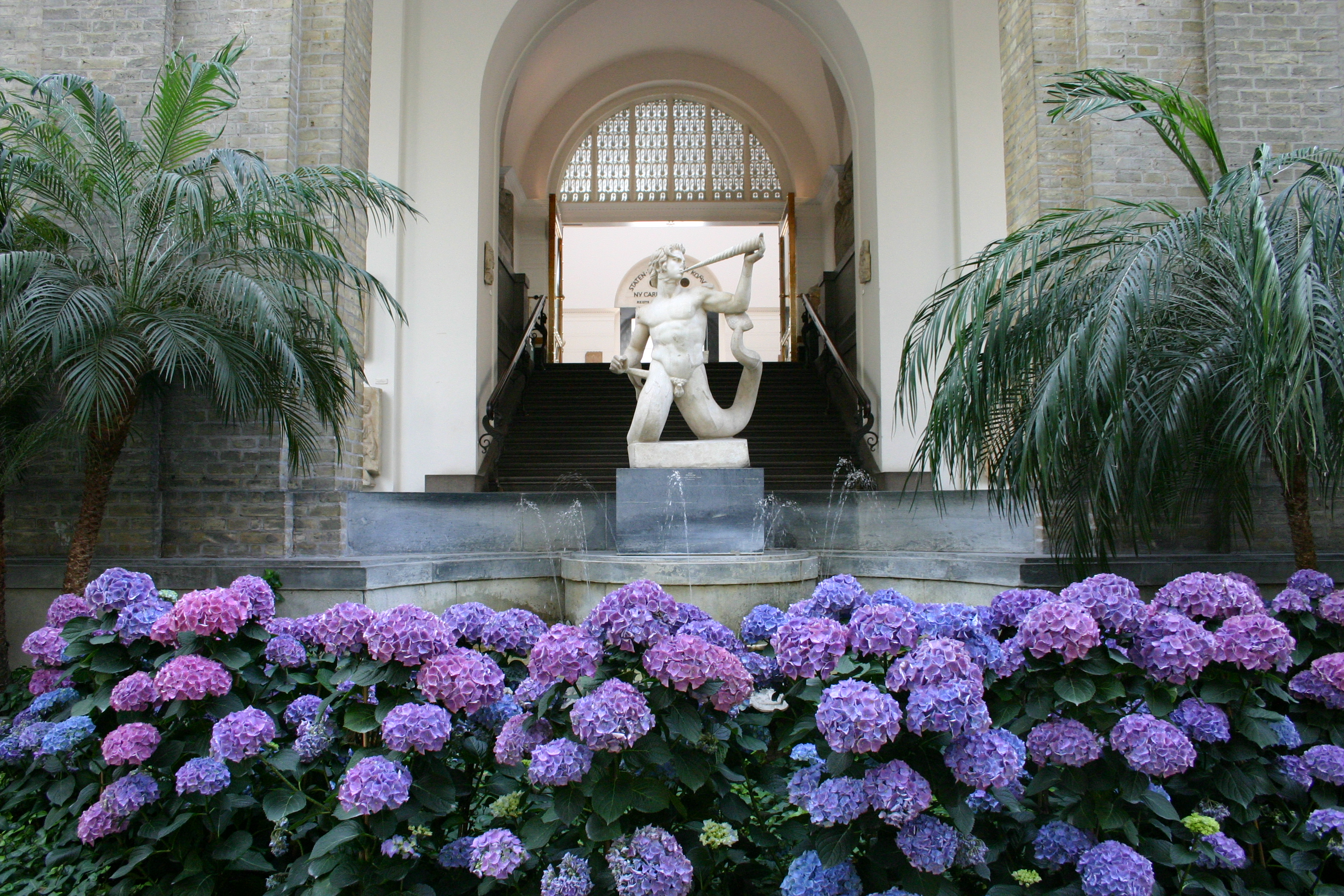
Subtropische wintertuin
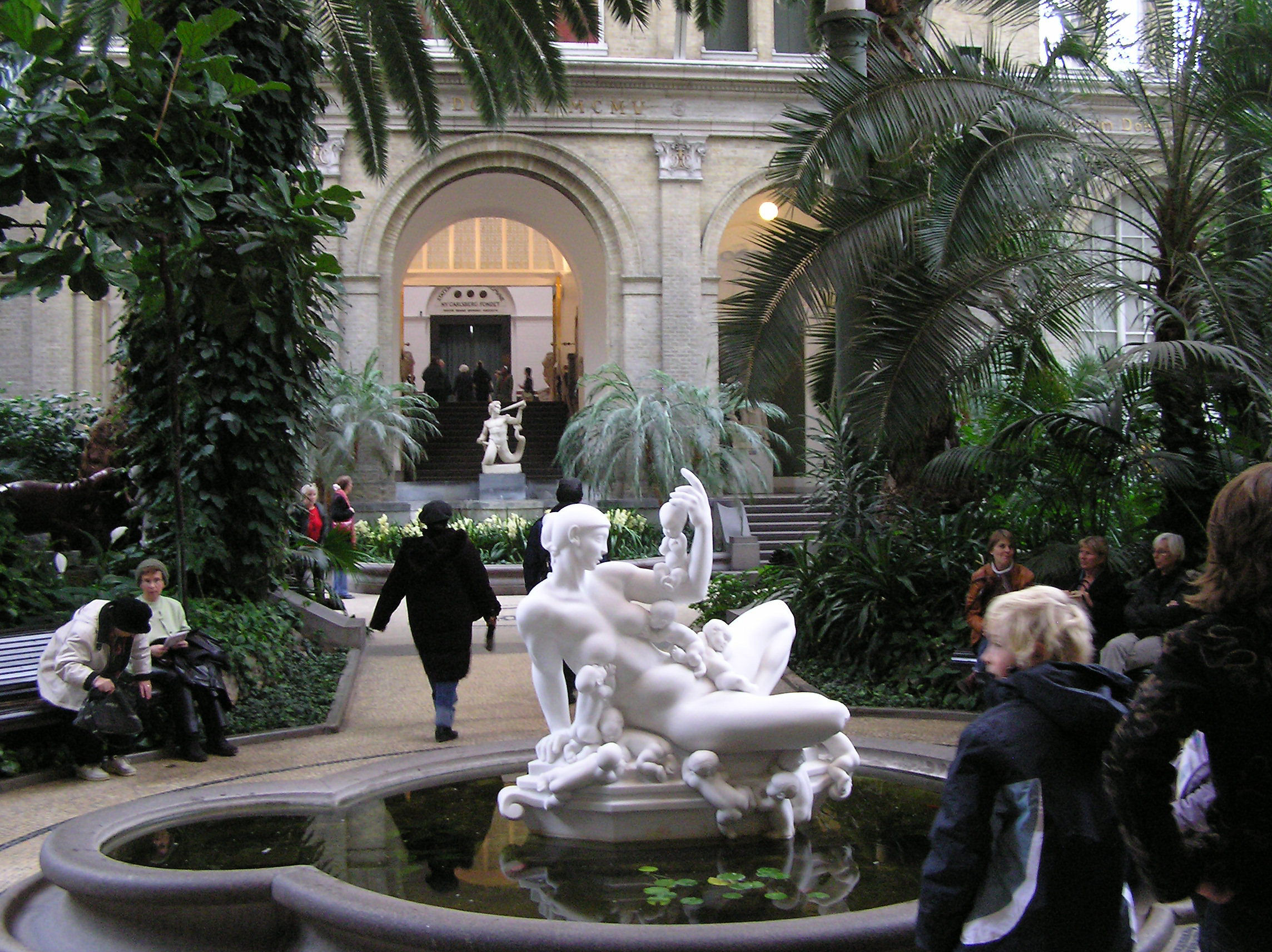
Binnenzicht: palmbomentuin met Vandmoderen van Kai Nielsen
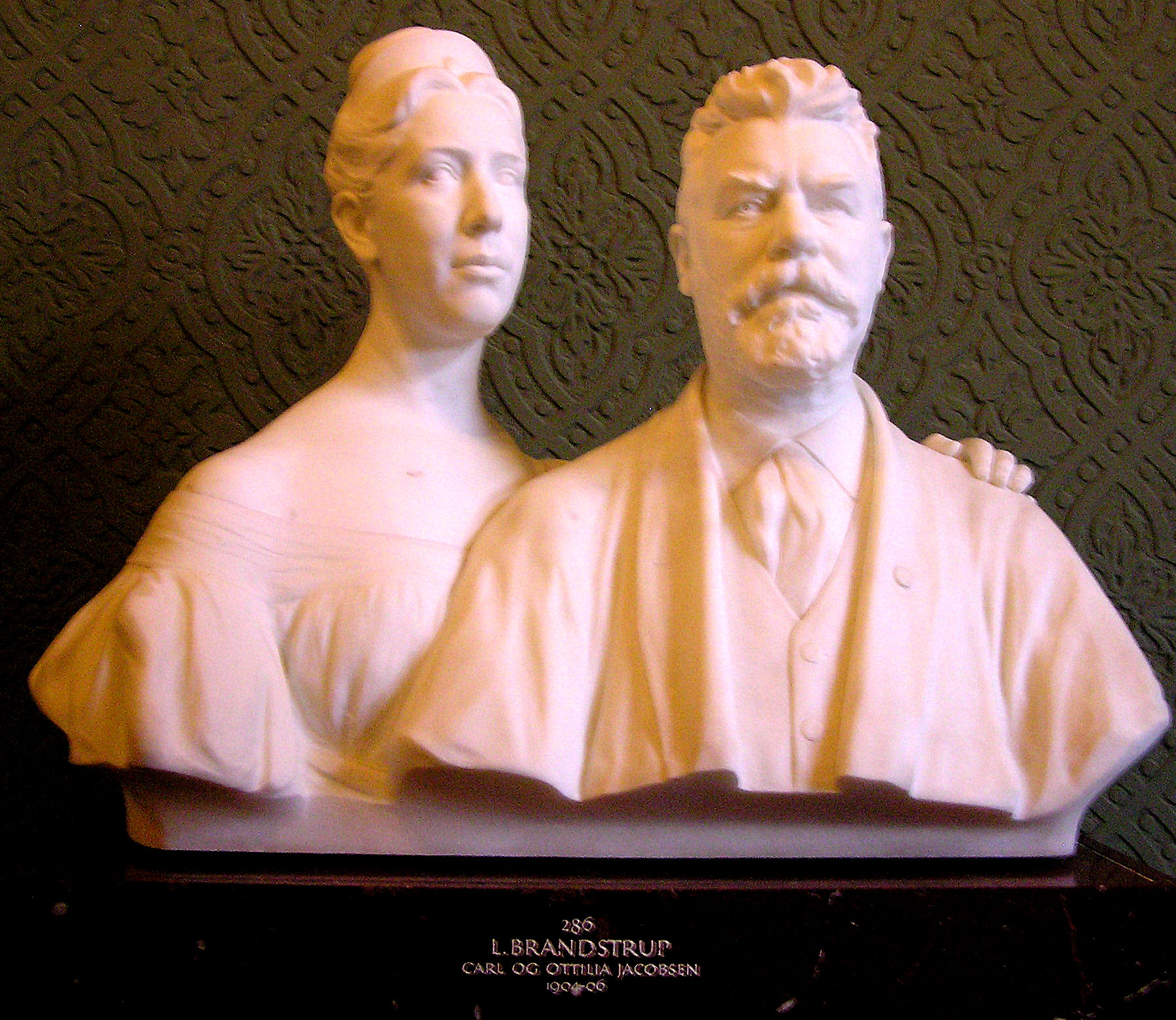
L. Brandstrup: Stichters Carl en Ottilia Jacobsen
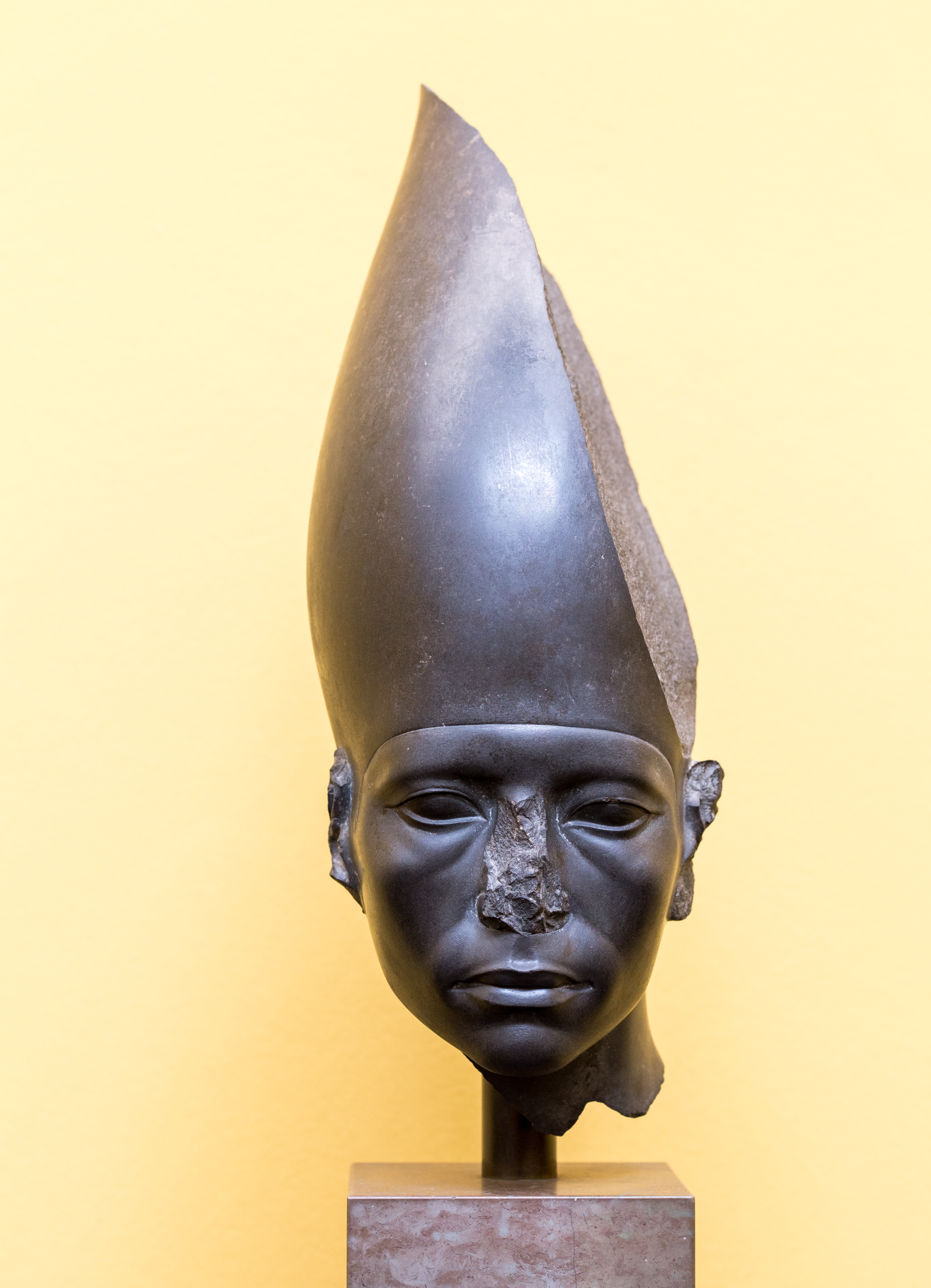
Hoofd van Amenemhat III
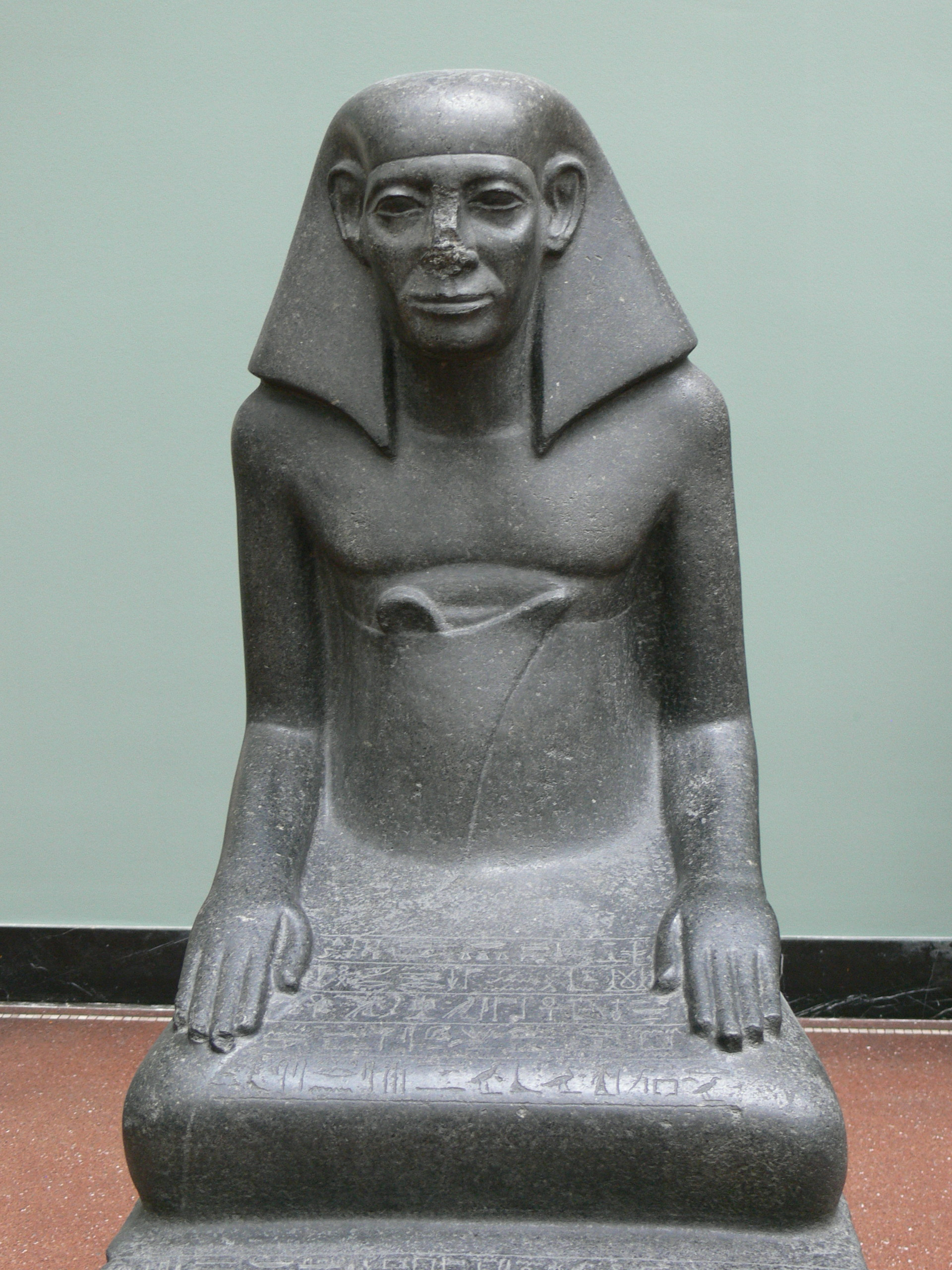
Standbeeld van Gebu
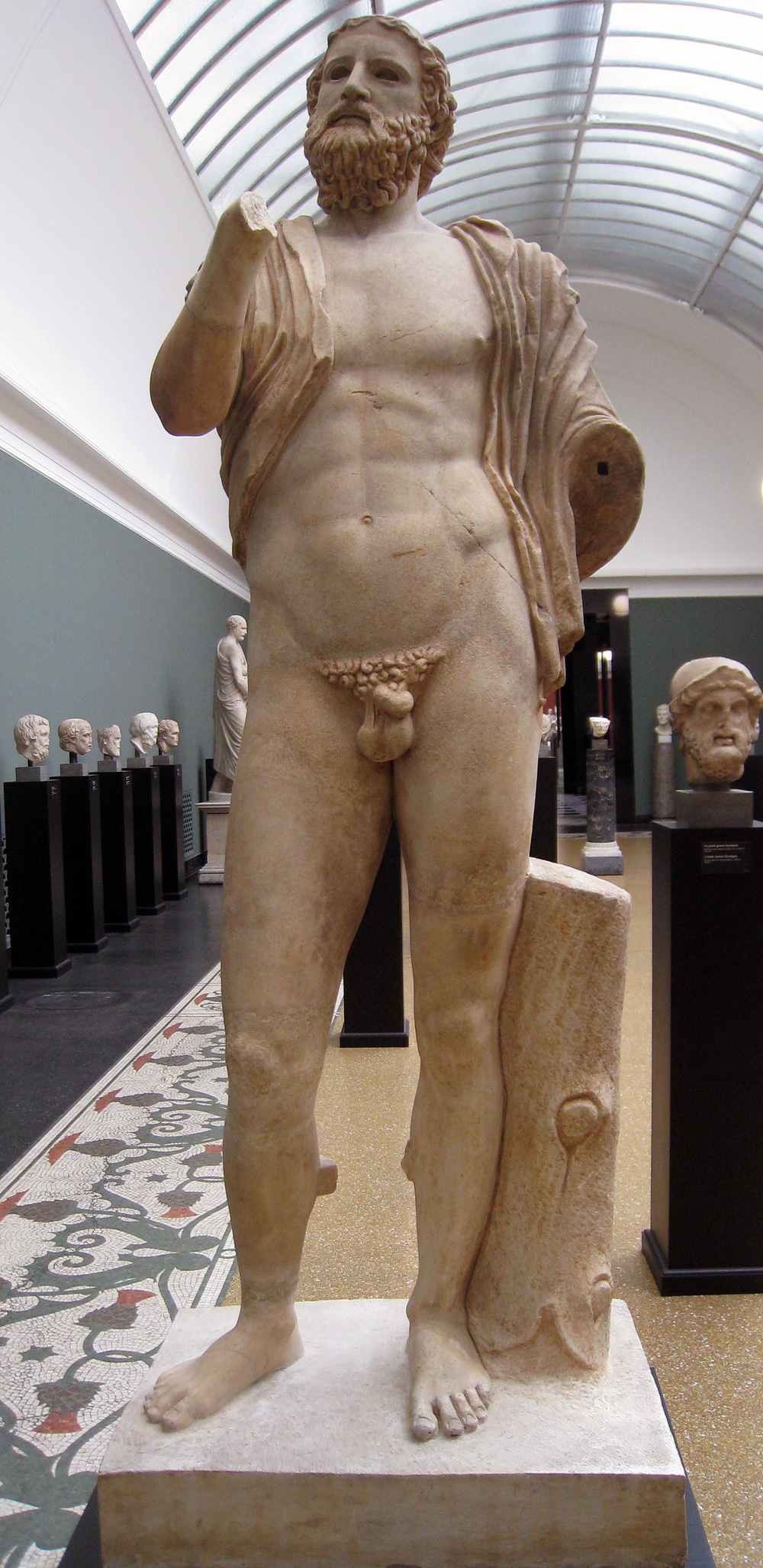
Anacreon van de Monte Calvo
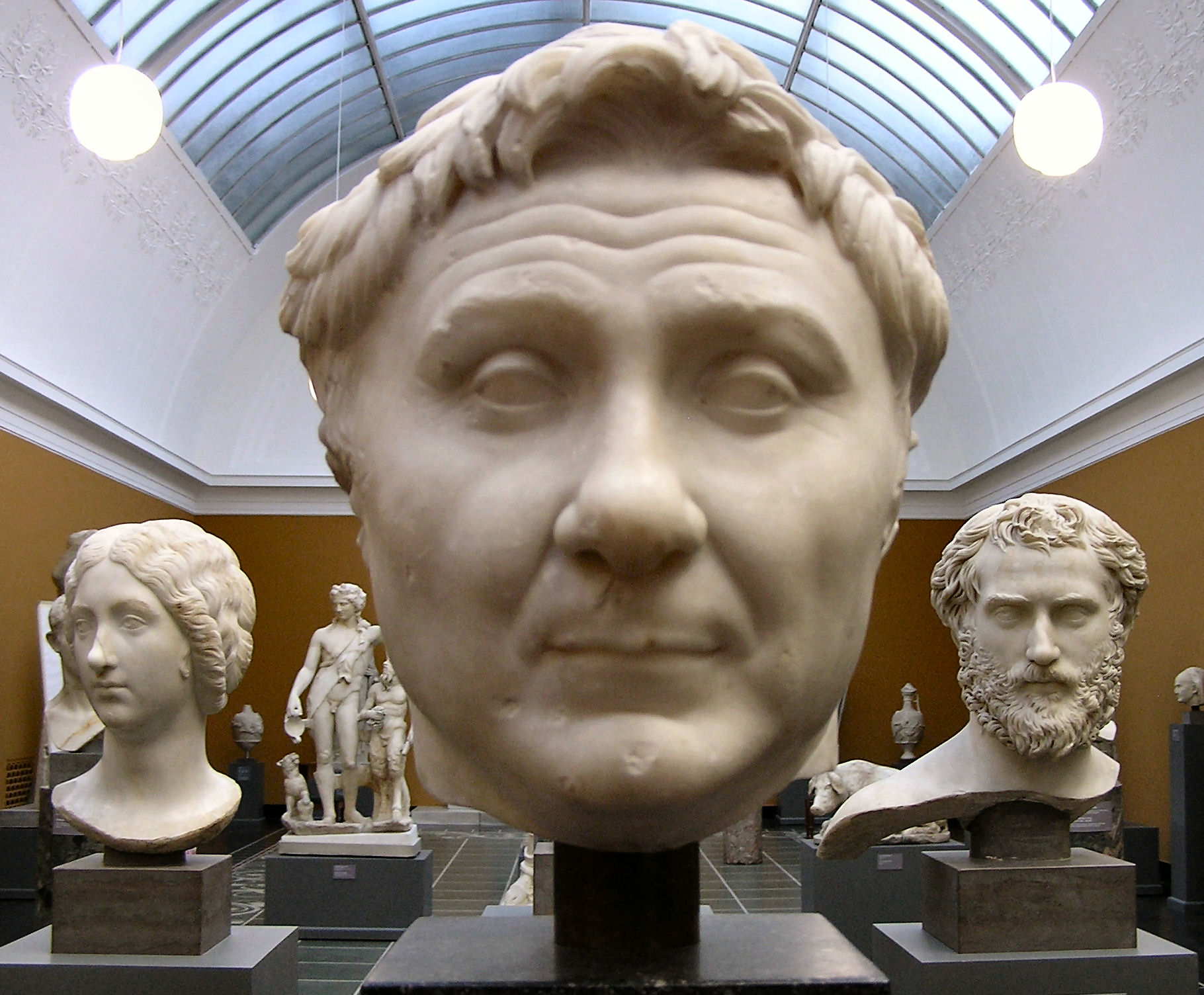
Zaal Romeinse sculpturen op voorplan: Gnaeus Pompeius Magnus
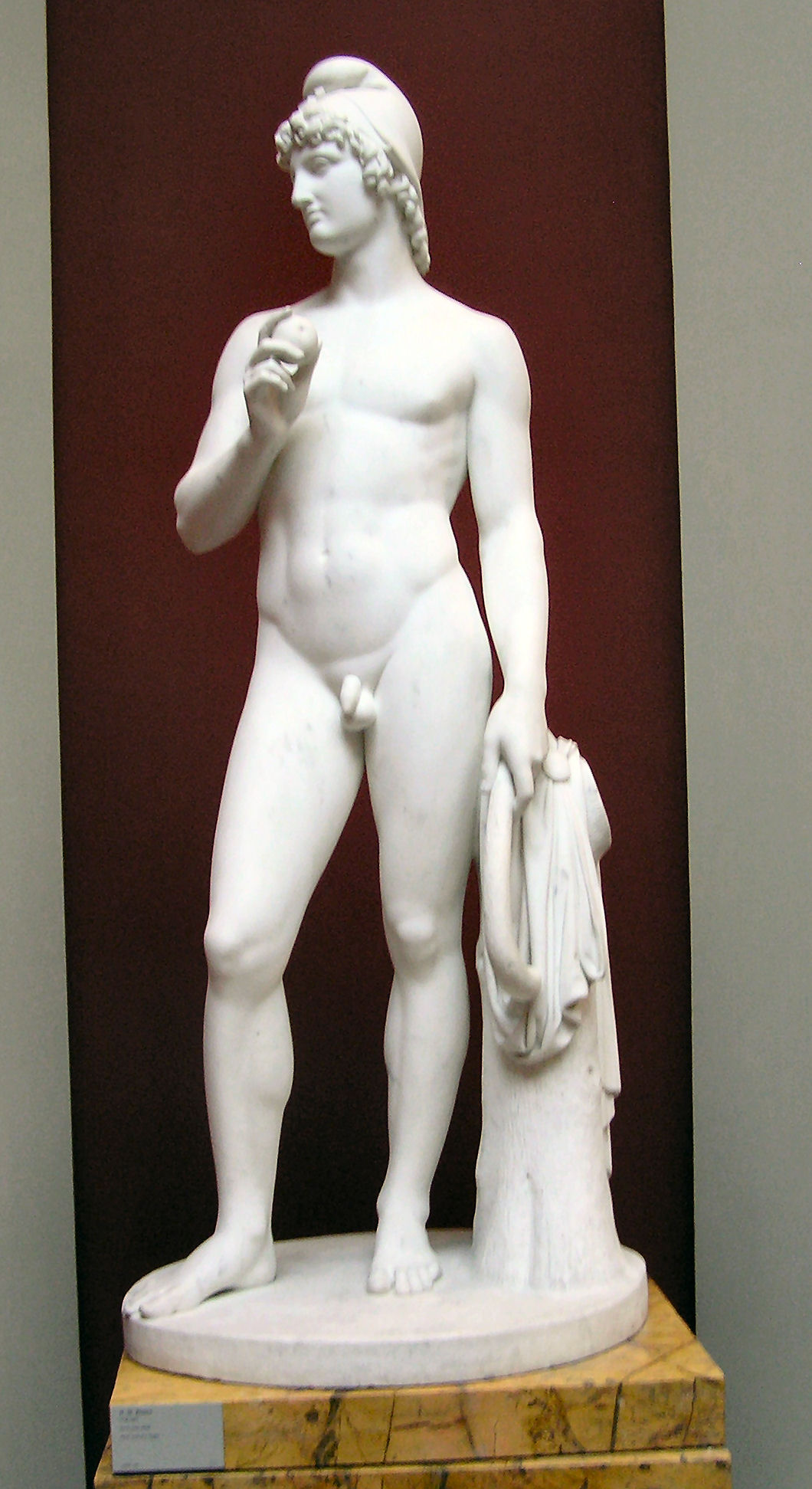
Herman Wilhelm Bissen: Sculptuur van Paris
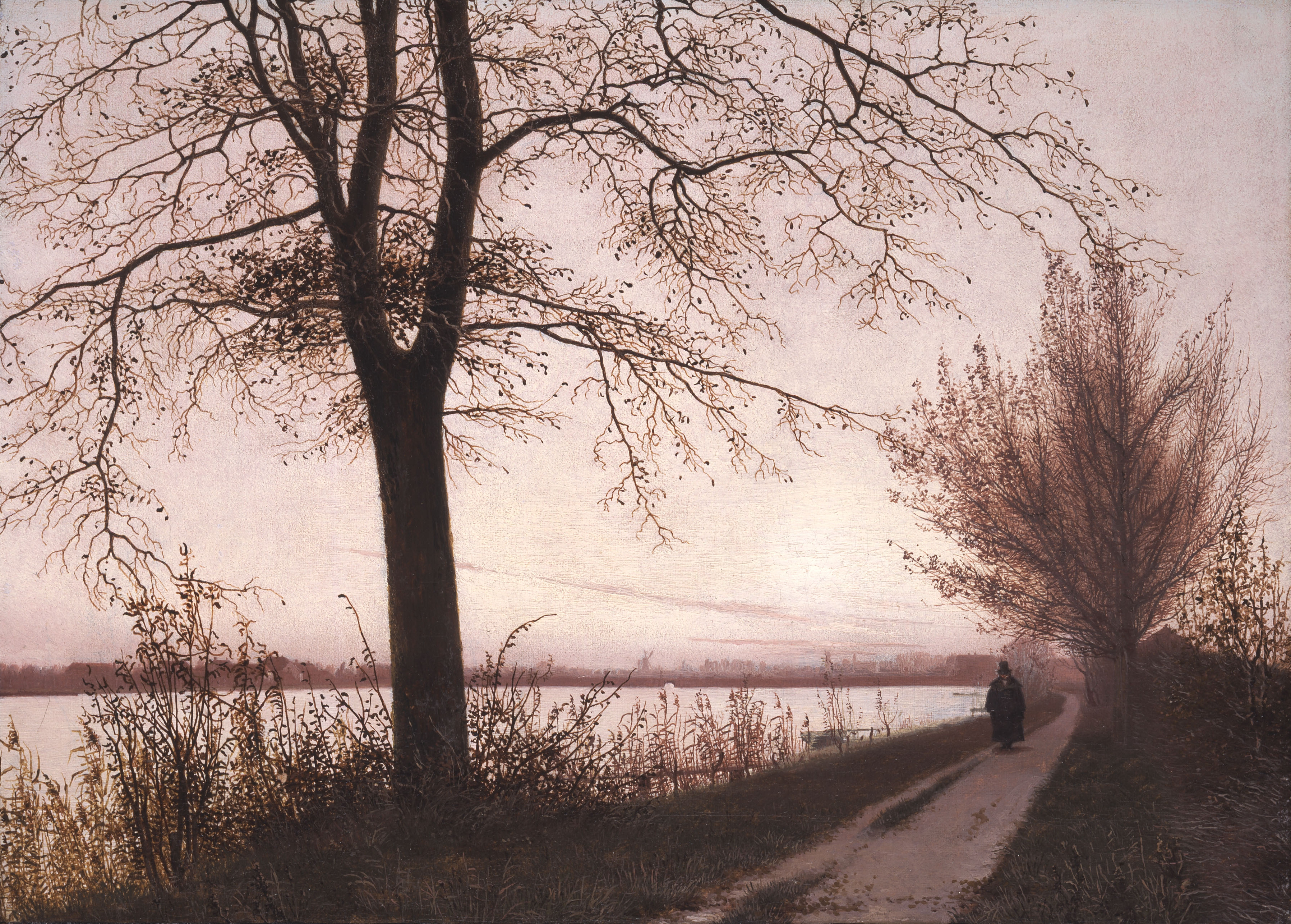
Christen Købke: Herfstmorgen bij het Sortedamse Meer
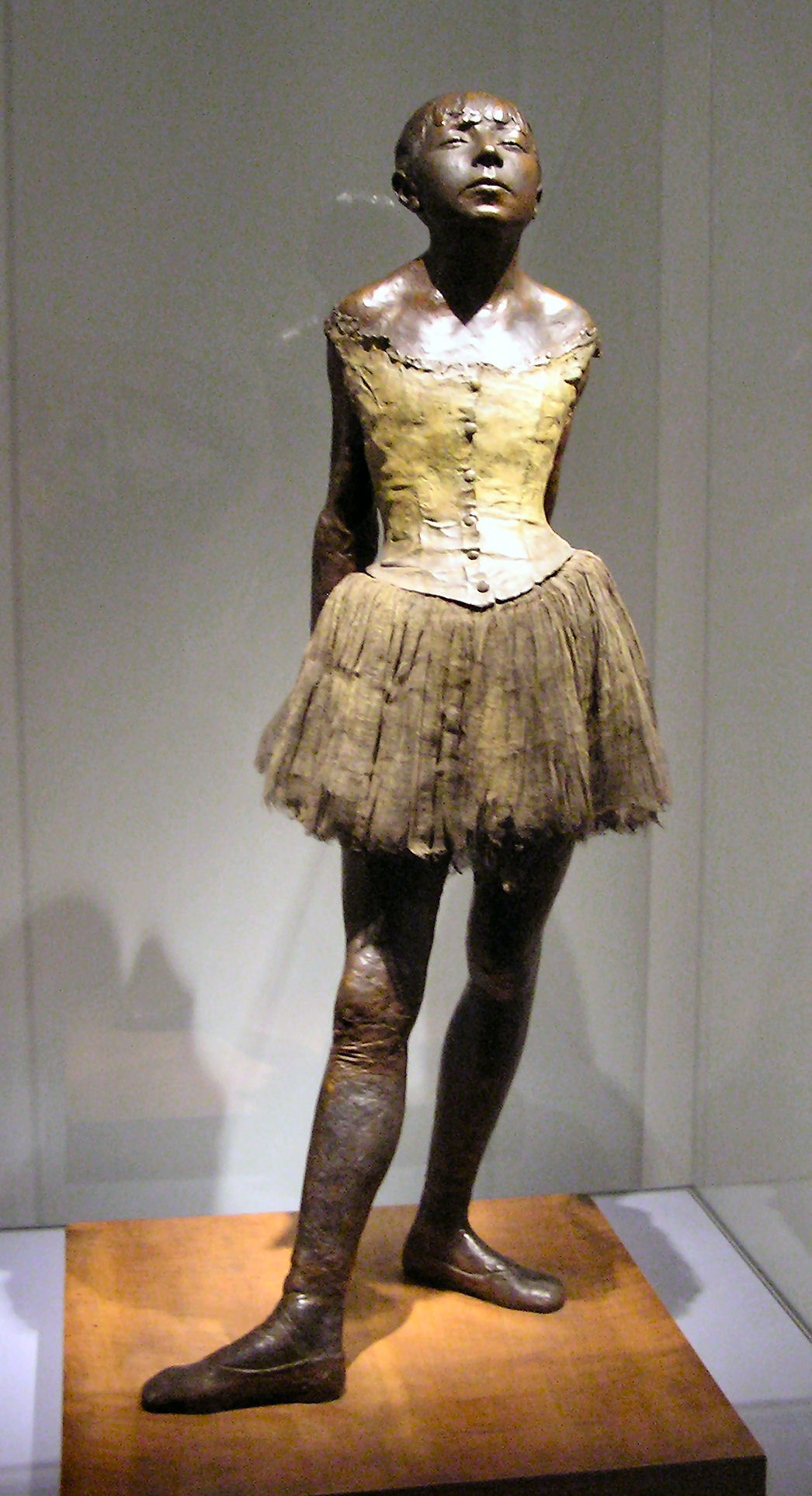
Edgar Degas: Danseres
Édouard Manet: De Absinthdrinker
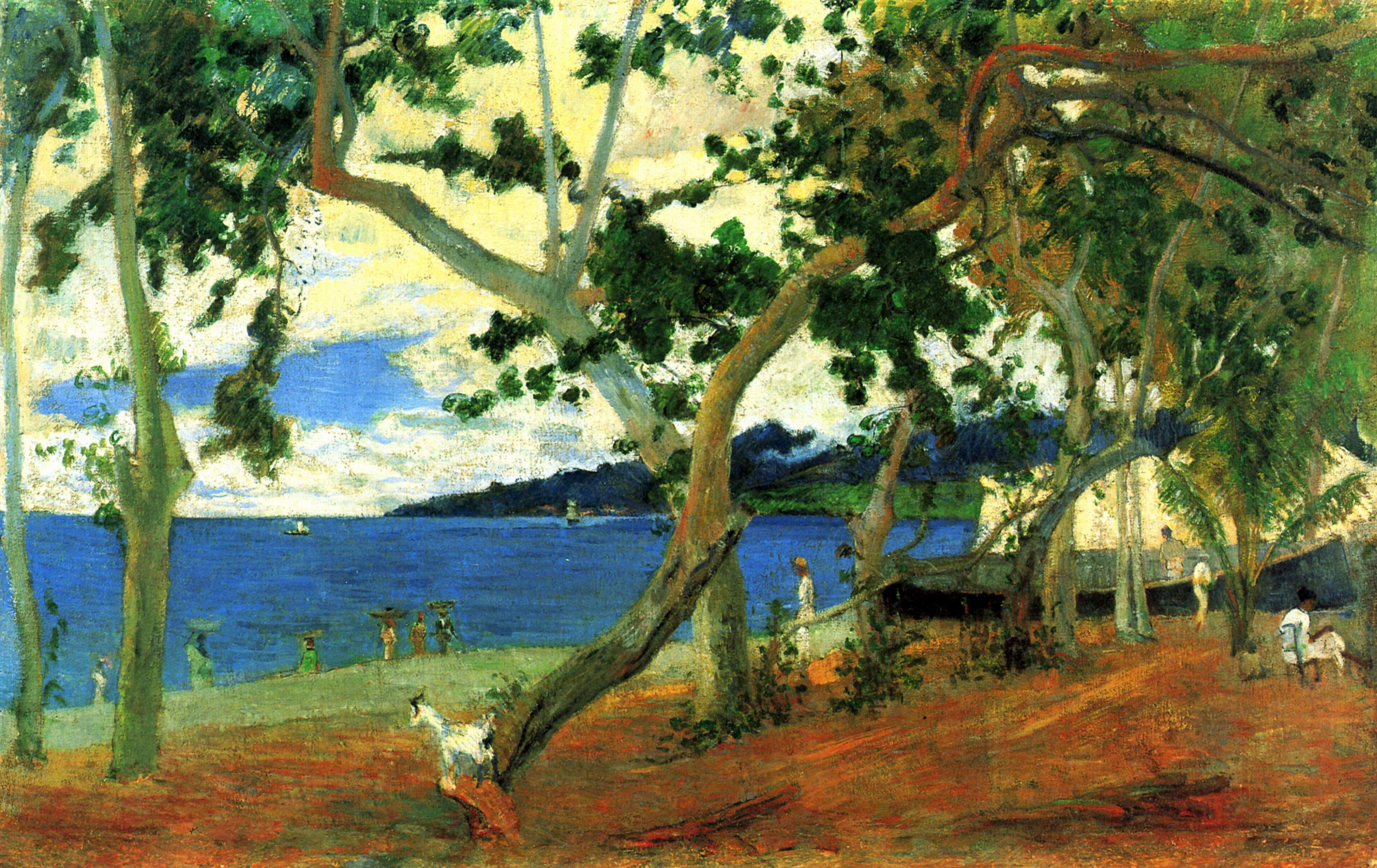
Paul Gauguin: Zeekust
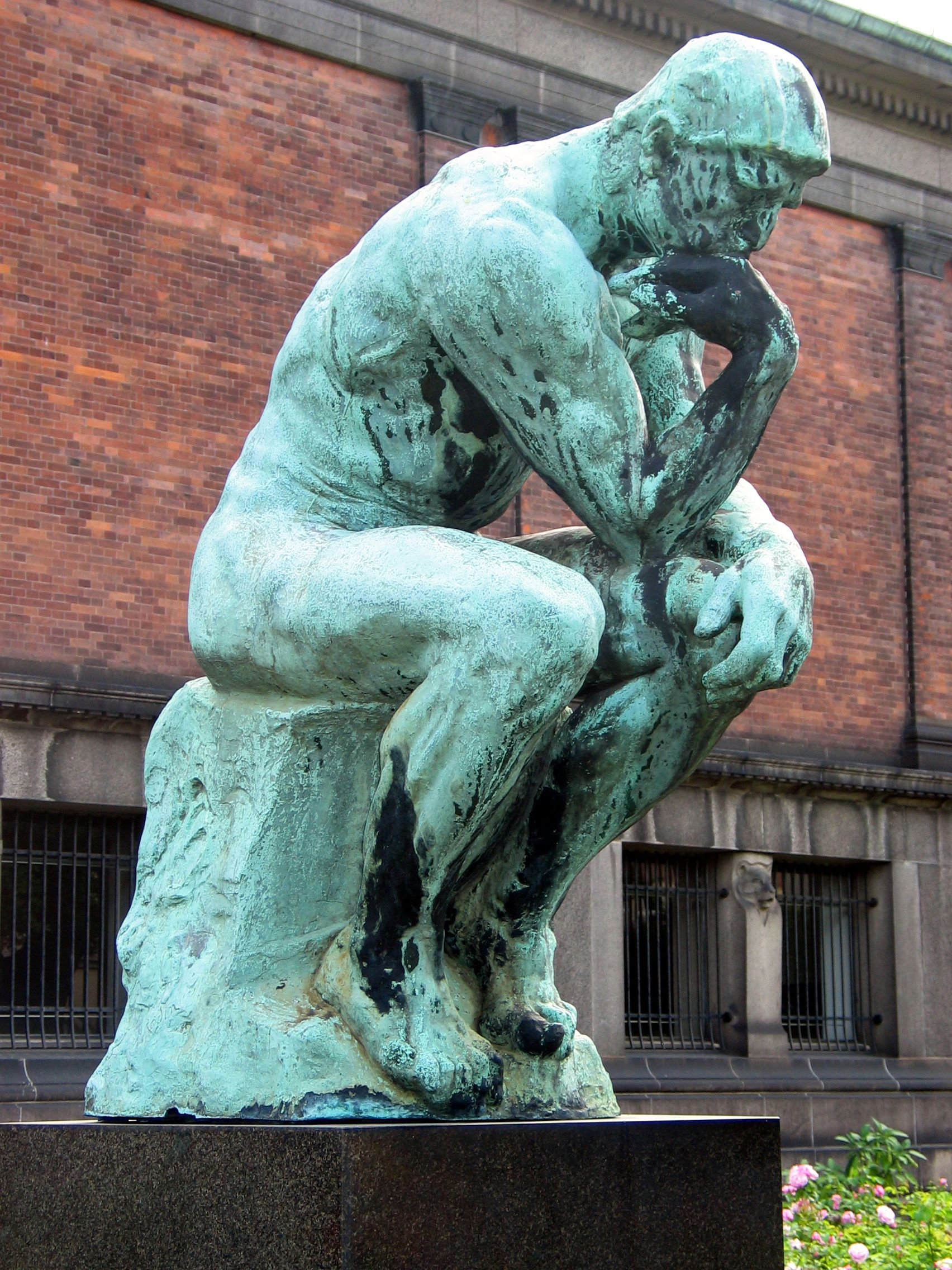
Auguste Rodin: De denker
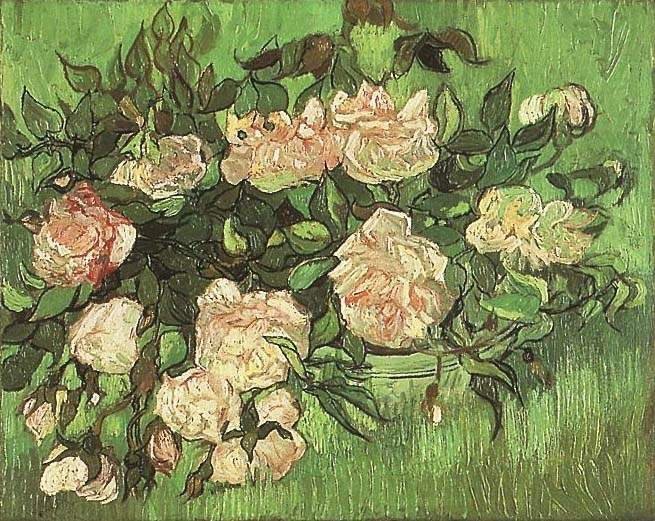
Vincent van Gogh: Roze rozen